# Khaled Gasmi
Khaled Gasmi (8 aprile 1953) è un ex calciatore tunisino, di ruolo centrocampista.